# Велля (Пушкіногорський район)
Велля (рос. Велье) — село в Пушкіногорському районі Псковської області Російської Федерації.
Населення становить 180 осіб. Входить до складу муніципального утворення Велейська волость.

## Історія
Від 2015 року входить до складу муніципального утворення Велейська волость.

## Населення
| 2001 | 2002 | 2010 |
| ---- | ---- | ---- |
| 256  | ↘243 | ↘180 |